# 安立奎·巴里奥斯
安立奎·巴里奥斯（Enrique Barrios，1945年9月—），出生于智利首都圣地亚哥，是一名小說家，著有阿米系列。

## 阿米系列
一個地球人小孩與外星人阿米的星際旅行故事，阿米要彼得羅（主角）將所見所聞寫成一本書，讓地球人能了解宇宙與外星人之間的關係，免於毀滅。共三部作品。
1. 星星的小孩：「愛」就存在我們心裡，我們本身就是愛。生命本身是一個真實的童話故事，是上天賜給我們的美麗禮物。
2. 宇宙之心：愛有兩種方式：愛自己與愛別人；如同呼吸有兩種方式：吸氣和呼氣。把多數的愛給了自己，只留下少量的愛給別人；就像吸氣多餘呼氣，累得氣喘吁吁。
3. 愛的文明：真正的愛心是聰明和善良的最佳平衡狀態；愛心是幸福的泉源，幸福是愛心結下的果實。以愛為基礎的文明世界，就是人類的幸福天堂。